# Los pueblos de la Tierra Media
Los pueblos de la Tierra Media es el último de una serie de 13 volúmenes sobre La historia de la Tierra Media publicados por Christopher Tolkien, donde él analiza los manuscritos inéditos de su padre J. R. R. Tolkien.
El libro trae mucha información sobre la confección del prólogo y los apéndices de El Señor de los Anillos. Escritos tardíos de Tolkien, que podrían considerarse como "nuevos apéndices" que aportan mucha información sobre acontecimientos, lugares, razas, lenguas y personajes de la Tierra Media. Y dos cuentos que el creador de El Silmarillion dejó sin terminar.